# Юріс Шталс
Юріс Шталс (латис. Juris Štāls; 8 квітня 1982 у м. Рига, Латвія) — латвійський хокеїст, правий нападник.
Виступав за «Сарнія Стінг» (ОХЛ), «Оуен-Саунд Аттак» (ОХЛ), «Гартфорд Вульф-Пек» (АХЛ), «Шарлотт Чекерс» (ECHL), «Торпедо» (Нижній Новгород), «Тржинець», «Німан» (Гродно), ХК «Рига 2000», «Динамо» (Рига), «Куод Сіті Меллардс» (ІХЛ), «Металургс» (Лієпая), «Компаньйон-Нафтогаз».
У складі національної збірної Латвії учасник чемпіонатів світу 2006, 2008, 2010 і 2011. У складі молодіжної збірної Латвії учасник чемпіонату світу 2001 (дивізіон I). У складі юніорської збірної Латвії учасник чемпіонату Європи 1999 (дивізіон I).